# Joe Frazier
William Joseph "Joe Frazier" (12 tháng 1 năm 1944 – 7 tháng 11 năm 2011) còn được gọi là Smokin' Joe là một võ sỹ quyền Anh người Mỹ có sự nghiệp kéo dài từ 1965–1976 và trở lại thi đấu năm 1981. Ông đã là một nhà vô địch quyền Anh. Joe Frazier là người đầu tiên đánh bại Muhammad Ali vào năm 1971 tại Madison Square Garden. Tuy nhiên, trong cả hai cuộc tái đấu sau đó ông đều thất bại. Trận đánh cuối cùng nổi tiếng với tên "Thrilla in Manila" năm 1975.
Frazier nổi lên như ứng cử viên hàng đầu vào cuối những năm 1960, đánh bại đối thủ bao gồm Jerry Quarry, Oscar Bonavena, Buster Mathis, Eddie Machen, Doug Jones, George Chuvalo và tuyến đường Jimmy Ellis trên đường trở thành nhà vô địch hạng nặng vào năm 1970, và theo dõi bằng cách đánh bại Muhammad Ali vào các điểm trong "trận đấu của thế kỷ" được đánh giá cao dự kiến vào năm 1971. Hai năm sau Frazier bị mất danh hiệu của mình khi ông bị hạ gục bởi George Foreman. Ông đã  đánh bại Joe Bugner, thua một trận tái đấu với Ali, và đánh bại Quarry và Ellis một lần nữa.
Năm 2011, Joe Frazier qua đời ở tuổi 67.

## Tiểu sử và nghề nghiệp
Jow Frazier sinh ngày 12 tháng 1 năm 1944, tại Beaufort, Nam Carolina. Ông đã 37 lần thượng đài, thắng 32 trận (27 trận bằng knock-out), 4 thất bại và một trận hòa. Ông đã giành huy chương vàng ở Thế vận hội Tokyo 1964. Ông đã giành chức vô địch thế giới thể thức NYSAC sau khi đánh bại Buster Mathis năm 1968. Jow đã giành đai WBA và WBC khi vượt qua Jimmy Ellis năm 1970. Năm 1975, ông đã có trận đấu cuối cùng với Muhammad Ali. Năm 1976, ông giã từ sàn đấu. Ông trở lại năm 1981, nhưng chỉ thi đấu một trận trước khi treo găng vĩnh viễn. Joe Frazier đã tham gia một số bộ phim ở Hollywood. Tháng 9 năm 2011, ông bị phát hiện ung thư gan và qua đời ngày 7/11/2011